# Ion Toboșaru
Ion Toboșaru (n. 1 noiembrie 1930, Constanța – d. 16 decembrie 2016, București) a fost un critic de film, estetician și teatrolog român.

## Biografie
Profesorul universitar Ion Toboșaru, teatrolog și estetician de marcă în cultura română, s-a născut, la Constanța, la 1 noiembrie 1930.
A absolvit, în 1954, Facultatea de Filologie, secția Limba și Literatura Română, a Universității din București și din acel an funcționează în învățământul superior, domeniile de specialitate fiind Estetica, Estetica și Teoria teatrului și Teatrologie — Spectacologie.
Doctoratul l-a obținut, în 1963, în filosofie, specialitatea estetică.
În perioada 1968-2000, a fost profesor titular și șef de catedră de Estetică și Teatrologie, decan între anii 1967 și 1970, apoi prorector (1970-1974) al Universității Naționale de Artă Teatrală și Cinematografică „I. L. Caragiale” din București. Din 1990 conduce doctorate de Estetică și Teorie a teatrului în cadrul acestei universități. În anul 1992 a devenit membru al Consiliului Național de Atestare a Titlurilor, Diplomelor și Certificatelor Universitare din cadrul Ministerului Educației Naționale.
Printre funcțiile onorifice pot fi enumerate: membru al Uniunii Scriitorilor, al UNITER, al Asociației Internaționale a Criticilor de Teatru, în colegiile de redacție ale revistelor Studii și cercetări de Istoria Artei și Revue d'Histoire de l'Art ale Academiei Române.

## Opera
- Principii generale de estetica. Editura Dacia, 1978
- Introducere în estetica teatrului contemporan. Bucuresti, Asociatia Oamenilor de Arta din Institutiile Teatrale si Muzicale din R. S. România, 1981
- Consemnari: arta teatrului contemporan, vol. 1-4. Bucuresti, Asociatia Oamenilor de Arta din Institutiile Teatrale si Muzicale din România, 1982-1990
- Autumnale, poezii. Iasi, Junimea, 1985
- Ostrovul iubirii, poezii. Bucuresti, Eminescu, 1986
- Essais sur les arts du spectacle contemporain. Bucarest, Association des Gens d'Art des Institutions Théâtrales et Musicales de la République Socialiste Roumanie, 1988
- Ducatul cedrilor de seara, poezii. Bucuresti, Eminescu, 1988
- Lebedele asfintirii, poezii. Bucuresti, Editura Papag, 1990
- Esti tu, azurul invierii, poezii. Editura Fundatiei Culturale Libra, 1991
- Cu zenitul somnului rodirii, poezii. Graphics, 1992
- Octavian Cotescu, vol. îngrijit de Ileana Berlogea si Ion Tobosaru. Bucuresti, Meridiane, 1993
- Tu, monolog liric, poezii. Editura Attis, 1993
- Retorica iubirii, poezii. Editura Didactica si pedagogica, 1993
- Somnul si plutirea invierii, poezii. Editura Didactica si pedagogica, 1994
- Si nourii edenelor plutiri, poezii. Mehedinti, Centrul Creatiei, 1995
- Ducatul artemizelor nuntiri, poezii. Bucuresti, Editura Athena, 1996
- Roua si nuntirea invierii, poezii. Editura Graphix, 1997
- Contururi spectacologice, poezii. Editura Attis, 1998
- Rondeluri crepusculare, poezii. Editura Conphys, 1998
- Azurul paltinilor verii, poezii. Editura Olimpic, 1999
- Cu somnul cerbilor nomazi, poezii. Constanta, Editura Europolis, 1999
- Dumbrava heruvimelor dormiri, poezii. Muntenia, Editura LEDA, 2000
- Regatul mirilor rubini, poezii. Constanta, Editura Muntenia&Leda, 2001
- Rondeluri antume: epilog redundant : Telega 13 iulie-14 august 2002. Constanta, Muntenia, 2003
- Contururi spectacologice crepusculare, vol. 1-2. Ploiesti, Tempus, 2004
- Testament: ritmuri si rime redundante, poezii. Ploiesti, Editura Buratino, 2005
- Amurguri autumnale, vol. 1-4, Ploiesti, Editura Buratino, 2006
- Livada juvenilei senectuti, poezii. Ploiesti, Editura Buratino, 2009
- Crugul venerelor nopti, poezii. Editura Athena

## Distincții
La 4 decembrie 2013, președintele României semnează Decretul prin care îi este conferit profesorului universitar Ion Toboșaru, Ordinul Național Serviciul Credincios în grad de Ofițer, în semn de apreciere deosebită pentru întreaga sa activitate de cercetare și de cadru didactic, fiind un model pentru tânăra generație.

## Moartea
A murit pe 16 decembrie 2016, la vârsta de 86 de ani.